# Wolfgang del Palatinat-Zweibrücken
Wolfgang del Palatinat-Zweibrücken (en alemany Wolfgang von Pfalz-Zweibrücken) va néixer a Zweibrücken (Alemanya) el 26 de setembre de 1526 i va morir al municipi francès de Neiçon l'11 de juny de 1569. Era un noble alemany de la Casa de Wittelsbach, fill del comte palatí i duc de Zweibrücken Lluís II (1502-1532) i de la princesa Elisabet de Hessen (1503-1563).
En morir el seu pare, el 1632, ell va assumir el títol de duc de Zweibrücken, però la regència del Palatinat va recaure en el seu oncle Robert, comte de Veldenz fins al 1543. El 1548 l'emperador Carles V va ocupar els territoris protestants per a reintroduir-hi el catolicisme, una imposició que s'allargà fins al 1552. La Pau d'Augsburg de 1555 va posar fi al conflicte religiós, i diversos estats alemanys van ser secularitzats. El 1557 Wolfgang va rebre els territoris del Palatinat-Neuburg segons l'acord de Heidelberg. El 1566 va servir com oficial de cavalleria en la guerra contra els turcs.
El 1569 va anar a ajudar els hugonots francesos amb 14.000 mercenaris, durant la tercera de les Guerres de religió de França (la seva intervenció va ser finançada per la reina Elisabet I d'Anglaterra). Va envair la regió de Borgonya, però va ser mort en el conflicte.
Després de la seva mort el palatinat es va repartir entre els seus cinc fills, que acabarien creant tres branques diferents: Felip Lluís el Palatinat-Neuburg, Joan el Palatinat-Zweibrücken, i Carles el Palatinat-Birkenfeld. Otó Enric, que va rebre el Palatinat-Sulzbach i Frederic el Palatinat-Zweibrücken-Vohenstrauß-Parkstein, no van tenir descendència masculina.

## Matrimoni i fills
El 24 de febrer de 1544 es va casar amb Anna de Hessen (1529-1591), filla del landgravi Felip I de Hessen (1504-1567) i de Cristina de Saxònia (1505-1549). El matrimoni va tenir els següents fills:
- Cristina (1546-1619).
- Felip Lluís (1547-1614), casat amb Anna de Cleves (1552-1632).
- Joan I (1550-1604), casat amb Magdalena de Jülich-Cleves-Berg (1553-1633).
- Dorotea Agnès (1551-1552).
- Elisabet (1553-1554).
- Anna (1554-1576).
- Elisabet (1555-1625).
- Otó Enric (1556-1604), casat amb Dorotea Maria de Württemberg (1559-1639).
- Frederic (1557-1597), Caterina Sofia de Liegnitz (1561-1608).
- Bàrbara (1559-1618), casada amb el comte Gottfried d'Oettingen-Oettingen (1554-1622).
- Carles I (1560-1600), casat amb Dorotea de Brunsvic-Lüneburg (1570-1649).
- Maria Elisabet (1561-1629), casada amb el comte Emich XII de Leiningen-Dagsburg-Hardenburg (1562-1607).
- Susanna (1564-1565).